# Sarnaghbyur
Sarnaghbyur (en arménien Սառնաղբյուր) est une communauté rurale du marz de Shirak en Arménie. En 2008, elle compte 3 379 habitants.